# Tåstarp och Toarp
Tåstarp och Toarp var en av SCB avgränsad och namnsatt småort i Ängelholms kommun i Skåne län. Småorten omfattade bebyggelse i Tåstarp och Toarp i Tåstarps socken. Området räknas från 2015 som en del av tätorten Toarp och Tåstarp.